# Malthinus seriepunctatus

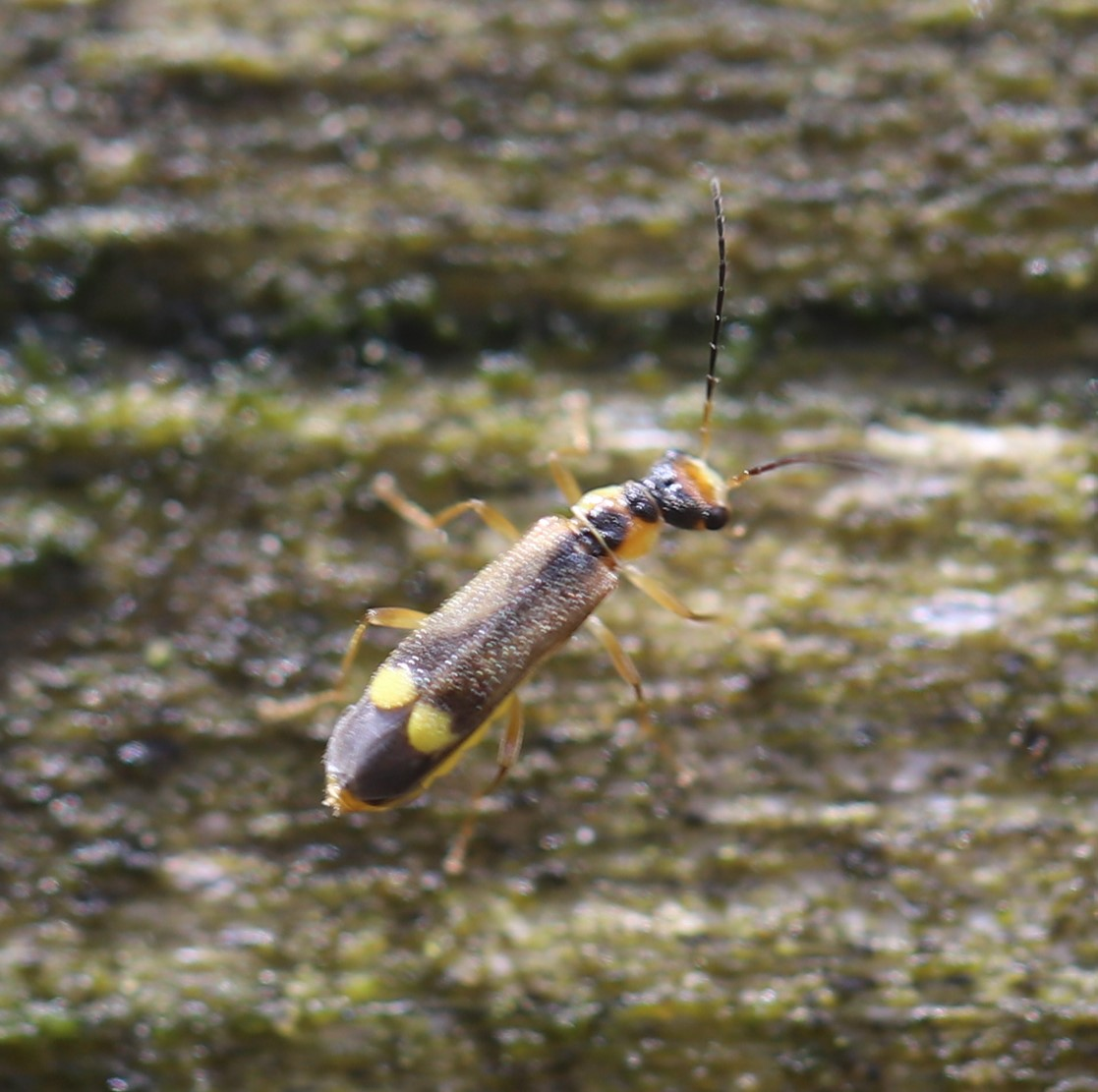

Malthinus seriepunctatus ist ein Käfer aus der Familie der Weichkäfer (Cantharidae). Die Erstbeschreibung der Art geht auf Ernst August Hellmuth von Kiesenwetter im Jahr 1851 zurück. Die Gattung Malthinus ist in Mitteleuropa mit 11 Arten vertreten.

## Merkmale
Die Käfer sind 3,5–5 mm lang. Die Flügeldecken reichen nicht bis zum Hinterleibsende.
Der gelbe Halsschild weist ein deutliches meist unterbrochenes dunkles Längsband auf. Die überwiegend gelb bis braun gefärbten Flügeldecken sind in Reihen punktiert. Sie verdunkeln sich erst kurz vor den schwefelgelben Spitzen. Für die Männchen gilt: Die Flügeldecken sind längs der Naht meistens schmal angedunkelt. Dabei reicht die dunkle Färbung an der Basis nicht bis zu den Schultern. Weiterhin gilt für die Männchen: Das letzte Sternit weist eine gerundete Spitze auf, die nicht dreieckig kurz eingeschnitten ist. Die Beine beider Geschlechter sind gelb. Die Fühler sind an der Basis gelb gefärbt.

## Verbreitung
Malthinus seriepunctatus ist im westlichen Europa weit verbreitet. Das Vorkommen reicht im Norden bis nach Süd-Skandinavien (Norwegen und Schweden) und auf die Britischen Inseln (bis Mittelengland und Irland), im Süden bis auf die Iberische Halbinsel, nach Südfrankreich, Korsika und Mittel-Italien. Die Art ist in ganz Mitteleuropa häufig.

## Lebensweise
Die Imagines von Malthinus seriepunctatus beobachtet man von Mai bis Juli. Die Art bevorzugt trockenwarme Waldstandorte. Gewöhnlich trifft man die Käfer an lichten Stellen in Laubwäldern mit Eichenbestand, an trockenen Waldrändern oder in Heidelandschaften an. Die Käfer halten sich meist auf Buschvegetation, beispielsweise auf Wildrosen, oder auf Totholz auf. Die Larven leben räuberisch in morschem Holz.